# Einsteinov križ
Einsteinov križ ali Q2237+030 ali QSO2237+0305 je slika kvazarja, ki jo povzroča gravitacijska leča, ki je nastala zaradi galaksije ZW 2237+030. Na sliki so vidne štiri slike kvazarja, ki se nahaja za galaksijo, ki povroča gravitacijsko lečo. Galaksija se imenuje Huckrajeva leča, imenovana po ameriškem astronomu Johnu Huckri (rojen 1948).
Kvazar leži približno 8 milijard svetlobnih let od Zemlje. Galaksija, ki povzroča nastanek gravitacijske leče, pa je na oddaljenosti 400 milijonov svetlobnih let .
Einsteinov križ se nahaja v ozvezdju Pegaza (rektascenzija 22h40m30,3s in deklinacija 3d21m31s). Posamezne slike kvazarja označujejo z oznakami od A do D (npr. QSO 2237+0305A itd.)